# Пертули
Пертули (на гръцки: Περτούλι) е село в Пинд, дем Пили на област Тесалия. населението му е 198 души според преброяването от 2001 г. Пертули се намира на южните склонове на Нераида.